# Enfermedad de Caroli
La Enfermedad de Caroli (ectasia cavernosa comunicante o dilatación quística congénita del árbol biliar intrahepático ) es un raro desorden hereditario caracterizado por la dilatación de los ductos biliares intrahepáticos. Se consideran dos subtipos de enfermedad de Caroli, siendo el más frecuente el llamado simple o aislado y se presenta cuando los ductos biliares se encuentran dilatados por ectasia. El segundo subtipo, más complejo, se conoce comúnmente como síndrome de Caroli. Esta forma compleja se encuentra vinculada a hipertensión portal y fibrosis hepática congénita.
Las diferencias entre las causales de los dos subtipos todavía no han sido bien esclarecidas. La enfermedad de Caroli se encuentra además asociada a fallo hepático y enfermedad poliquística renal. Esta enfermedad afecta aproximadamente a 1 en 1 000 000 de pacientes, con un mayor número de casos reportados de síndrome de Caroli que de enfermedad de Caroli en su forma simple.
Esta enfermedad es distinta de otras enfermedades que causan dilatación ductal por obstrucción, y por lo tanto no se la considera una más de las muchas enfermedades derivadas de los quistes de colédoco.

## Historia
Jacques Caroli, un gastroenterólogo francés, fue quién describió por primera vez esta rara enfermedad congénita en 1958, mientras trabajaba en París.
Él la describió como una "dilatación multifocal segmentada de apariencia fusiforme o sacular de los ductos biliares intrahepáticos"; básicamente el gastroenterólogo observó una ectasia cavernosa en el árbol biliar, evolucionando hacia una condición crónica que finalmente se convertiría en una enfermedad hepatobiliar con riesgo para la vida.
Caroli, nacido en Francia en 1902, aprendió y practicó la medicina en Angers. Luego de la Segunda Guerra Mundial fue jefe de servicio durante 30 años en el Hospital Saint-Antoine de París. Antes de morir en 1979, fue honrado con el grado de comandante en la Legión de Honor, corría el año 1976.

## Detección

### Síntomas
Los primeros síntomas típicamente incluyen fiebre, dolor abdominal intermitente, y hepatomegalia. Ocasionalmente puede presentarse ictericia.
La enfermedad de Caroli frecuentemente se presenta acompañada de otras enfermedades, tales como la enfermedad poliquística de riñón, colangitis, litiasis biliar, absceso biliar, septicemia, cirrosis hepática, falla renal, y colangiocarcinoma esta en un 7 % de los casos. Las personas con enfermedad de Caroli presentan un riesgo 100 veces mayor de desarrollar un colangiocarcinoma que la población general. Únicamente luego de haber reconocido los síntomas o las enfermedades relacionadas, se puede hacer el diagnóstico de enfermedad de Caroli.

### Diagnóstico por imágenes
Las técnicas modernas de generación de bioimágenes permiten un diagnóstico más sencillo y sin los inconvenientes que presentan las técnicas invasivas para investigar el árbol biliar. Por lo común la enfermedad se encuentra limitada al lóbulo derecho del hígado. Las imágenes tomadas por tomografía computada, rayos X o IRM permiten observar dilataciones en los ductos biliares intrahepáticos causadas por la ectasia. Al utilizar ultrasonografía se pueden apreciar las dilataciones en los ductos biliares. Bajo tomografía computada, la enfermedad de Caroli se revela por la presencia de muchas estructuras tubulares llenas de fluido extendiéndose dentro del hígado. Se puede utilizar una tomografía de alto contraste para diferenciar entre ductos dilatados y cálculos biliares. La presencia de gas en el intestino y algunos hábitos alimenticios pueden hacer difícil obtener una imagen clara por sonografía, por lo que una tomografía computada es una buena alternativa.
Cuando las paredes de los ductos biliares intrahepáticos presentan protrusiones, estas pueden ser observadas claramente como puntos centrales o líneas. La enfermedad de Caroli es por lo común diagnosticada luego de haber observado este signo del "punto central" en una tomografía o en una sonografía. De cualquier forma, una colangiografía es la mejor y definitiva técnica de diagnóstico para enfermedad de Caroli, demostrándose por medio de ella los ductos biliares dilatados como consecuencia de la patología.

## Morbilidad
La enfermedad de Caroli tiene una especial prevalencia en Asia y se diagnostica por lo general en personas menores de 22 años. Aunque también se han encontrado casos tanto en niños pequeños como en adultos mayores. A medida que la tecnología de diagnóstico por imágenes mejora, disminuye la edad de diagnóstico. La morbilidad es común y es causada por complicaciones debidas a la colangitis, sepsis, coledocolitiasis y colangiocarcinoma Estas condiciones mórbidas a menudo contribuyen con el rápido diagnóstico. Puede presentarse hipertensión portal, dando lugar a otras condiciones, incluyendo esplenomegalia, hematemesis y melena. Estos problemas pueden afectar seriamente a la calidad de vida del paciente. En el período de diez años comprendido entre 1995 y 2005, solo diez pacientes fueron intervenidos quirúrgicamente para tratar enfermedad de Caroli, con una edad promedio de 45,8 años.
Luego de la revisión de 46 casos diagnosticados como enfermedad de Caroli antes de 1990, se encontró que el 21,7 % de los casos fueron el resultado de un quiste intrahepático o una dilatación no obstructiva del árbol biliar, el 34,7 % se encontraron relacionados con fibrosis hepática congénita, un 13 % la dilatación aislada quística del colédoco, y el restante 24,6 % mostraba una combinación de las tres condiciones.
La mortalidad es indirecta y es causada por las complicaciones. Después de que se presenta la colangitis, los pacientes suelen morir en un plazo de entre 5 y 10 años.

## Causas

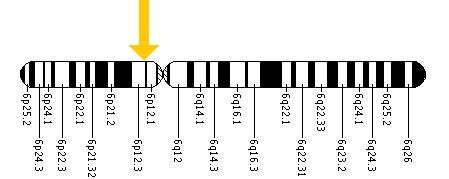
Figura 2 Localización del gen PKHD1 en el brazo corto (p) del cromosoma 6

La Enfermedad de Caroli se transmite con un patrón autosómico dominante

Existe fuerte evidencia para apoyar un origen genético de la condición, la forma simple presenta un patrón de herencia autosómico dominante, mientras que la forma compleja presenta una herencia autosómica recesiva Las mujeres son más propensas a la enfermedad de Caroli que los hombres. Los antecedentes familiares pueden incluir enfermedades renales y hepáticas debido a la correlación que existe entre la enfermedad de Caroli y ARPKD. PKHD1, el gen relacionado con ARPKD, ha sido encontrado mutado en pacientes con síndrome de Caroli. El gen PKHD1 se expresa principalmente en los riñones con niveles más bajos en el hígado, páncreas y pulmones, un patrón consistente con el fenotipo de la enfermedad, que afecta principalmente el hígado y los riñones. La base genética de la diferencia entre la enfermedad y el síndrome de Caroli no ha sido todavía definida.

## Tratamiento
El tratamiento depende de las características clínicas y la ubicación de la anomalía biliar. Cuando la enfermedad está localizada en un lóbulo hepático, una hepatectomía (cirugía para extirpar todo el hígado o una parte del mismo) alivia los síntomas y aparentemente disminuye el riesgo de una transformación neoplásica. A veces, si la enfermedad se encuentra limitada a un área específica, se puede realizar una lobectomía (resección de una parte del hígado), para aliviar los síntomas y eliminar el riesgo de malignidad. Hay buena evidencia de que las neoplasias complican a la enfermedad de Caroli en aproximadamente el 7 % de los casos.
Se utilizan antibióticos para tratar la inflamación del conducto biliar y prevenir infecciones, y ácido ursodesoxicólico para disminuir el riesgo de hepatolitiasis. Para el tratamiento de la colelitiasis se receta ursodiol.[cita requerida] En los casos de enfermedad de Caroli difusa, las opciones de tratamiento incluyen el tratamiento conservador o la cirugía endoscópica, como así también los procedimientos de derivación biliar interna y el trasplante de hígado en casos cuidadosamente seleccionados. La resección quirúrgica ha sido utilizada con éxito en enfermedad monolobular. Un trasplante de hígado ortotópico es otra opción, que se utiliza solo cuando se presenta una colangitis recurrente sumada a falta de efecto de los antibióticos. Con el trasplante de hígado, normalmente se evita el colangiocarcinoma en el largo plazo.
Estudios genéticos de toda la familia son necesarios para determinar si la enfermedad de Caroli se debe a causas hereditarias. También se lleva a cabo un seguimiento regular de todos los miembros, incluyendo ultrasonidos y biopsias de hígado.